# 小林真 (実業家)
小林 真（こばやし まこと、1962年2月2日 - ）は、日本の実業家。三菱UFJ証券ホールディングス社長、傘下の三菱UFJモルガン・スタンレー証券社長を兼任。神奈川県出身。

## 来歴
栄光学園高等学校を経て、1985年早稲田大学商学部卒業。同年、三菱銀行（現三菱UFJ銀行）入行。1993年、ニューヨーク大学経営大学院修了。

2011年執行役員、2015年三菱UFJフィナンシャル・グループ執行役員、2020年三菱UFJ証券ホールディングス取締役、2021年三菱UFJモルガン・スタンレー証券取締役に、それぞれ就任。2022年4月より現職。傘下の三菱UFJモルガン・スタンレー証券の社長も兼務する。

MUFG時代には、アライアンス戦略室長としてモルガン・スタンレーとの提携を担当。社長就任会見に同席した前任社長である荒木三郎は、（小林は）「モルガンＳのことは何でも知っている」と評価している。